# Melitaea infrafasciata
Melitaea infrafasciata är en fjärilsart som beskrevs av Hörhammer 1935. Melitaea infrafasciata ingår i släktet Melitaea och familjen praktfjärilar. Inga underarter finns listade i Catalogue of Life.